# Душанці
Душа́нці (болг. Душанци) — село в Софійській області Болгарії. Входить до складу общини Пирдоп.

## Населення
За даними перепису населення 2011 року у селі проживали 808 осіб.
Національний склад населення села:
| Національність   | Кількість осіб | Відсоток |
| ---------------- | -------------- | -------- |
| болгари          | 764            | 96,8%    |
| цигани           | 19             | 2,4%     |
| турки            | 5              | 0,6%     |
| Всього відповіли | 789            |          |

Розподіл населення за віком у 2011 році:
Динаміка населення: